# Achariaceae
Achariaceae is een botanische naam, voor een familie van tweezaadlobbige planten. Een familie onder deze naam wordt algemeen erkend door systemen voor plantentaxonomie, en ook door het APG-systeem (1998) en het APG II-systeem (2003).
Er is veel minder overeenstemming over de omschrijving: in traditionele zin is het een heel kleine familie, van slechts enkele soorten. Volgens de Angiosperm Phylogeny Group is de familie veel groter, door het invoegen van een deel van de planten die traditioneel tot de familie Flacourtiaceae horen.
In het Cronquist-systeem (1981) was de plaatsing van de familie in de orde Violales.

## Geslachten[1]
- Acharia Thunb.
- Ahernia Merr.
- Baileyoxylon C.T.White
- Buchnerodendron Gürke
- Caloncoba Gilg
- Camptostylus Gilg
- Carpotroche Endl.
- Ceratiosicyos Nees
- Chiangiodendron Wendt
- Chlorocarpa Alston
- Dasylepis Oliv.
- Eleutherandra Slooten
- Erythrospermum Lam.
- Grandidiera Jaub.
- Guthriea Bolus
- Gynocardia R.Br.
- Hydnocarpus Gaertn.
- Kiggelaria L.
- Kuhlmanniodendron Fiaschi & Groppo
- Lindackeria C.Presl
- Mayna Aubl.
- Pangium Reinw.
- Peterodendron Sleumer
- Poggea Gürke
- Prockiopsis Baill.
- Rawsonia Harv. & Sond.
- Ryparosa Blume
- Salpingifera Breteler & Wieringa
- Scaphocalyx Ridl.
- Scottellia Oliv.
- Trichadenia Thwaites
- Xylotheca Hochst.